# Fraktfärja

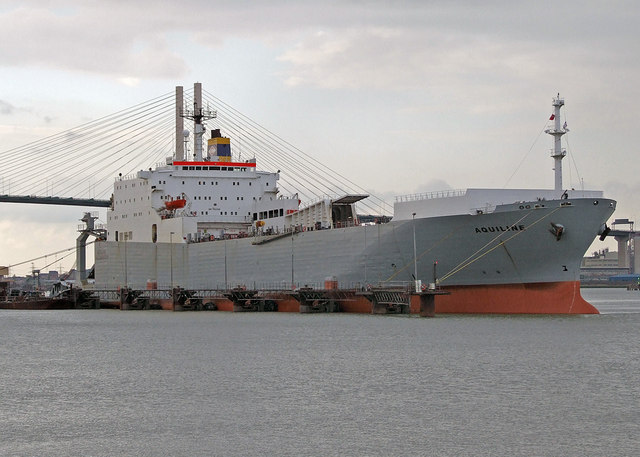
Fraktfärja i hamnen Dartford.

Fraktfärja är ett Ro-Ro-fartyg med vilket man transporterar gods lastade på lastbil eller trailer, till exempel container. De tar normalt endast lastbilschaufförer som passagerare.